# 赫斯特灣
赫斯特灣（英語：Hurst Bay），是南極洲的海灣，位於葛拉漢地的詹姆斯羅斯島，由英國南極名稱諮詢委員會命名，該海灣現時由南極條約體系管理。